# جی‌زد مایکروفونز
جی‌زد مایکروفونز (انگلیسی: JZ Microphones) شرکت الکترونیک لتونیایی است، که در سال ۲۰۰۷ تأسیس شد.